# Булашевичи
Булашевичи (пол. Bułaszewicz) — дворянский род.
Предки Фамилии Булашевичей продолжали дворянские службы по универсалам Малороссийских гетманов, в 1663 и других годах жалованы недвижимым, со крестьянами имением. Определением Новгород-Северского Дворянского Депутатского Собрания род внесен в родословную книгу.

## Описание герба
В щите, имеющем красное поле изображены роза и вокруг неё три острия серебряных.
Щит увенчан дворянскими шлемом и короною с пятью страусовыми перьями. Намёт на щите красный, подложенный серебром. Герб рода Булашевичей внесён в Часть 10 Общего гербовника дворянских родов Всероссийской империи, стр. 65.